# Cal Xico (la Fatarella)
Cal Xico és una obra de la Fatarella (Terra Alta) inclosa a l'Inventari del Patrimoni Arquitectònic de Catalunya.

## Descripció
Construcció de planta baixa, dos pisos i golfes. Rectangular, entre mitgeres, amb façana al c/ Solà. Realitzada amb paredat arrebossat, bastant degradat. Planta baixa amb un únic accés, mitjançant arcada de mig punt dovellada. Planta primera o entresol-altell amb una petita finestra al costat de l'accés de la planta baixa.
La segona planta presenta dues grans finestres amb brancalls i llindes de pedra motllurades i clavellinera de la finestra amb llosa de pedra motllurada. Golfes amb dues finestres més petites, centrades respecte les obertures de la planta inferior.